# Маккарти, Чед
Чед Макка́рти (англ. Chad McCarty; родился 5 октября 1977 года во Фресно, Калифорния) — американский футболист, полузащитник известный по выступлениям за «Тампа-Бэй Мьютини» и сборную США. Участник Олимпийских игр 2000 в Сиднее.

## Клубная карьера
Маккарти начал свою карьеру, выступая за футбольную команду Вашингтонского университета на протяжении двух лет.
В 1998 году Чед присоединился к клубу «Тампа-Бэй Мьютини». За команду он выступал до 2001 года вплоть до её расформирования. В апреле Маккарти получил тяжёлую травму, которая оставила его вне игры на 8 месяцев. В начале 2002 года на драфте он был выбран клубом «Коламбус Крю». В том же году Чед помог клубу завоевать Кубок Ламара Ханта, в начале 2004 года он завершил карьеру футболиста.
После окончания карьеры футболиста он недолго тренировал малоизвестные команды в молодёжной лиге США.

## Международная карьера
В 1997 году в составе молодёжной сборной США Маккарти принял участие в молодёжном чемпионате мира в Малайзии. 8 сентября 1999 года в товарищеском матче против сборной Ямайки Чэд дебютировал за сборную США. В 2000 году Маккарти в составе олимпийской сборной США принял участие в Олимпийских играх в Сиднее. На турнире он был капитаном и сыграл в матчах против команд Чехии, Камеруна, Кувейта, Японии и Испании.

## Достижения
Клубные
 «Коламбус Крю»
- Обладатель Кубка Ламара Ханта — 2002